# Fritillerinnys
Fritillerinnys là một chi bướm đêm thuộc họ Geometridae.